# Richard Kolkwitz

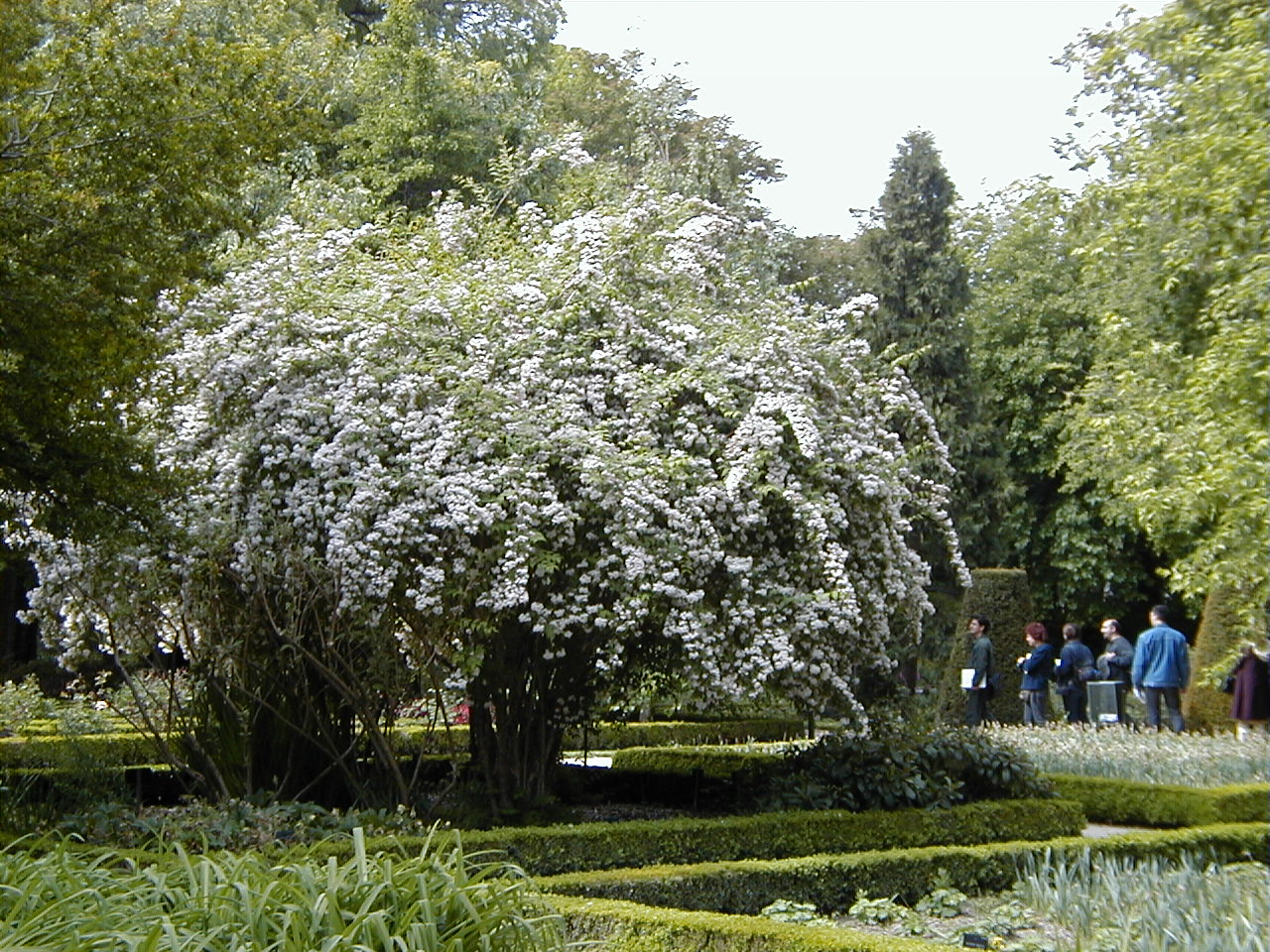
Kolkwitzie im Botanischen Garten von Madrid

Gustav Julius Richard Kolkwitz (* 23. März 1873 in Berlin; † 16. April 1956 ebenda) war ein deutscher Botaniker. Sein offizielles botanisches Autorenkürzel lautet „Kolkw.“

## Leben und Wirken
Gustav Julius Richard Kolkwitz wurde als Sohn des Kassenbeamten Christian Gottfried Kolkwitz und seiner Ehefrau Johanna Amalie Auguste Schlossmann geboren.
Kolkwitz studierte ab 1881 Naturwissenschaften an der Universität Berlin, vor allem bei Adolf Engler und Simon Schwendener. 1895 wurde er zum Dr. phil. promoviert. 1895 bis 1900 war er wissenschaftlicher Assistent bei Leopold Kny (1841–1916) an der Universität Berlin. Ab 1898 Privatdozent für Botanik und gleichzeitig ab 1898 an der Landwirtschaftlichen Hochschule Berlin.
Von 1901 bis 1938 war er Leiter der Biologischen Abteilung der Preußischen Versuchs- und Prüfungsanstalt für Wasserversorgung und Abwasserbeseitigung Berlin (später Institut für Wasser-, Boden- und Lufthygiene) und zugleich Titularprofessor für Botanik an der Universität Berlin. Von 1946 bis 1953 war er Professor mit Lehrauftrag für Botanik und 1951 bis 1953 zudem Leiter der Botanischen Abteilung der veterinärmedizinischen Fakultät der Humboldt-Universität zu Berlin. 1954 wurde er Professor mit Lehrauftrag für Botanik an der Freien Universität Berlin.
Richard Kolkwitz hat zusammen mit Maximilian Marsson (1845–1909) die Grundlage für die heute angewandte Methode der Biologischen Gewässergütebestimmung mit dem Saprobiensystem entwickelt, indem diese als Bioindikatoren zunächst ca. 300 Pflanzen- und 500 Tierarten (ohne Fische) benannten, mit deren Hilfe die von ihnen geprägten Saprobienstufen (oligosaprob, alpha- und betamesoprob, polysaprob) definiert werden.
In Rabenhorst’s Kryptogamen-Flora von Deutschland, Österreich und der Schweiz hat Kolkwitz mehrere Algengruppen bearbeitet, darunter die Dinoflagellatae (Peridineae) und die Zygnemales. Zur Bestimmung der Anzahl von Zellen und Zellaggregaten des Phytoplankton hat er eine spezielle Vorrichtung, die nach ihm benannte Kolkwitzkammer entwickelt.
In der Autobiographie von Vincenz Brehm, der ihn in Lunz um 1940  kennenlernte, wird Kolkwitz als ungemein liebenswürdiger und geradezu naiver Mensch geschildert.

## Ehrungen
- Die monotypische Pflanzengattung Kolkwitzia mit der Art Kolkwitzia amabilis ist nach Kolkwitz benannt.
- Im Berliner Ortsteil Karlshorst ist ein Fuß- und Radweg nach Kolkwitz benannt.[2]

## Schriften
- R. Kolkwitz, M. Marsson: Ökologie der pflanzlichen Saprobien. In: Berichte der Deutschen Botanischen Gesellschaft, Band 26a, S. 505–519. (1908)
- R. Kolkwitz, M. Marsson: Ökologie der tierischen Saprobien. Beiträge zur Lehre von der biologischen Gewässerbeurteilung. In: Internationale Revue der gesamten Hydrobiologie und Hydrographie, Band 2, S. 126–152. (1909)
- Der gegenwärtige Stand des neuen biologischen Abwasserreinigungsverfahrens mit belebtem Schlamm (1926)
- Das Anstaltsgebiet der Landesanstalt für Wasser-, Boden- und Lufthygiene, Berlin-Dahlem, in botanisch-biologischer Hinsicht. Völkerbund ([Gent] 1927)
- Kleiner Atlas der Salzpflanzen / Lfg. 1 / Frühlings- und Sommerblüher (1927)
- Die Pflanzenwelt der Umgebung von Berlin (1933)
- Pflanzenphysiologie: Versuche und Beobachtungen an höheren und niederen Pflanzen einschließlich Bakteriologie und Hydrobiologie mit Planktonkunde. Fischer, Jena 1935
- Zygnemales. Akad. Verl.-Ges., Leipzig 1941
- Dr. L. Rabenhorst’s Kryptogamen-Flora … / Bd. 13, Abt. 2, Lfg. 3 / Systematischer Teil (1941)
- Dr. L. Rabenhorst’s Kryptogamen-Flora … / Bd. 13, Abt. 2, Lfg. 2 / Systematischer Teil (1941)
- Dr. L. Rabenhorst’s Kryptogamen-Flora … / Bd. 13, Abt. 2, Lfg. 1 / Allgemeiner Teil und Literatur nebst Register (1941)
- Einfache Untersuchungen von Boden und Wasser mit Ausblicken auf die Boden- und Gewässerkunde. Fischer, Jena 1941
- Ökologie der Saprobien. Piscator, Stuttgart 1950